# Порядкове число

Представлення порядкових чисел до ω^{ω}. Кожен оберт спіралі представляє степінь ω

Порядкове число (трансфінітне число, ординал) — в теорії множин, узагальнення натурального числа відмінне від цілих чисел та кардинальних чисел. Введені Георгом Кантором в 1897 для класифікації цілком впорядкованих множин. Відіграють ключову роль в доведенні багатьох теорем теорії множин, особливо разом з пов'язаним з ними принципом трансфінітної індукції.

## Означення
Одне з сучасних формулювань визначення трансфінітних чисел по фон Нейману:
Множина {\displaystyle \alpha } називається ординалом, якщо вона транзитивна (тобто кожен її елемент є одночасно її підмножиною) і цілком впорядкована відношенням належності {\displaystyle \in }.

## Властивості
- {\displaystyle \varnothing } — ординал. Його також позначають як 0.
- Якщо {\displaystyle \alpha } — ординал, то кожен елемент {\displaystyle \alpha } — ординал.
- Якщо {\displaystyle \alpha } — ординал, то {\displaystyle \alpha \cup \{\alpha \}} — ординал. Його позначають як {\displaystyle \alpha +1}.
- Не для кожного ординала {\displaystyle \alpha } існує ординал {\displaystyle \beta } такий, що {\displaystyle \alpha =\beta +1}. Ординали, які не можна представити як суму іншого ординала й одиниці, називають граничними[en], решту — неграничними. (Утім, {\displaystyle \varnothing } зазвичай також вважають неграничним, хоча є різні тлумачення.)
- Скінченні ординали (як і скінченні кардинали) збігаються з натуральними числами (тут під множиною натуральних чисел мається на увазі ℕ0 = {0, 1, 2, …}, тобто включаючи нуль).
- Множині натуральних чисел відповідає найменший нескінченний ординал {\displaystyle \omega } та найменший нескінченний кардинал {\displaystyle \aleph _{0}}.
- Існує тільки один зліченний кардинал {\displaystyle \aleph _{0}}, на відміну від незліченної множини зліченних ординалів {\displaystyle \omega _{1}=} {ω, ω+1, ω+2, …, ω·2, ω·2+1, …, ω², …, ω³, …, ωω, …, ωωω, …, ε0, …}
- Множина всіх зліченних ординалів є першим незліченним ординалом {\displaystyle \omega _{1}}, якому відповідає кардинал {\displaystyle \aleph _{1}}.
- Довільна множина {\displaystyle x} ординалів цілком упорядкована відношенням {\displaystyle \in }, при цьому {\displaystyle \bigcap x} — найменший елемент довільної множини ординалів, {\displaystyle \bigcup x} — ординал, не менший за довільний ординал {\displaystyle x}.
- Не існує множини всіх ординалів. Сукупність ординалів є класом.

## Арифметика ординалів
1. Додавання не комутативне, зокрема: {\displaystyle 1+\omega } не дорівнює {\displaystyle \omega +1}, тому, що {\displaystyle 1+\omega =\omega }.
2. Додавання асоціативне: {\displaystyle \alpha +(\beta +\gamma )=(\alpha +\beta )+\gamma }.